# Rafael Guastavino Roig
Rafael Guastavino Roig, también conocido como Rafael Guastavino Expósito o Rafael Guastavino Jr., (Barcelona, 12 de mayo de 1872 - Nueva York, 19 de octubre de 1950) fue un constructor e inventor español especializado en bóvedas tabicadas que desarrolló su actividad en Estados Unidos.

## Biografía
Era hijo de Rafael Guastavino Moreno y de Paulina Roig. En 1881 emigró a Nueva York con su padre, su madre y las dos hijas de ella, aunque su madre terminó regresando a España con sus dos hijas ese mismo año. Poco después fue escolarizado como interno en una escuela de Connecticut.
Con quince años entró como aprendiz en la oficina de su padre, a quien ayudaba como delineante.
A pesar de no tener una educación formal en arquitectura, poco a poco fue asumiendo mayores responsabilidades y se interesó en mejorar la acústica de las construcciones, llegando a desarrollar varias patentes al respecto y a colaborar personalmente con Wallace Clement Sabine, con quien creó los ladrillos "Rumford" y "Akoustolith", que reducían notablemente la reverberación del sonido.
También patentó un sistema de albañilería armada que mejoraba la resistencia estructural de los arcos y bóvedas de ladrilo.
Al morir su padre, tomó el mando de la Guastavino Fireproof Construction Company y construyó algunas de sus obras más reconocidas, como las bóvedas del Hall de Grand Central Terminal (1910), del Oyster Bar (1912), del Vanderbilt Hotel Bar (1912), del Great Hall de Ellis Island (1917) y del Pittsburgh City-County Building (1917), o la cúpula de la Catedral de San Juan el Divino y la de la rotonda del edificio de los Archivos Nacionales de los Estados Unidos, entre otras, hasta su jubilación en 1943.

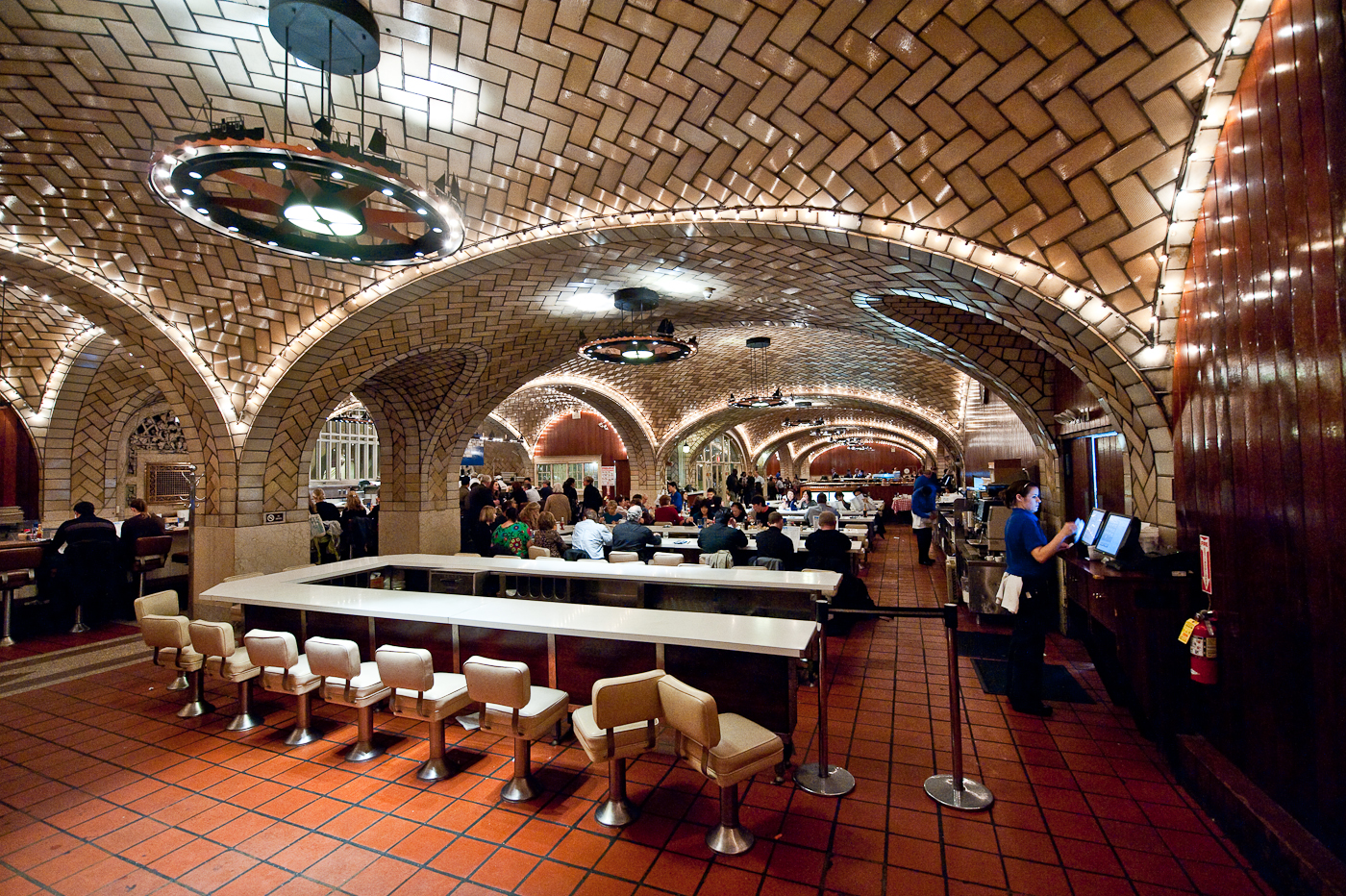
El Oyster Bar de Grand Central
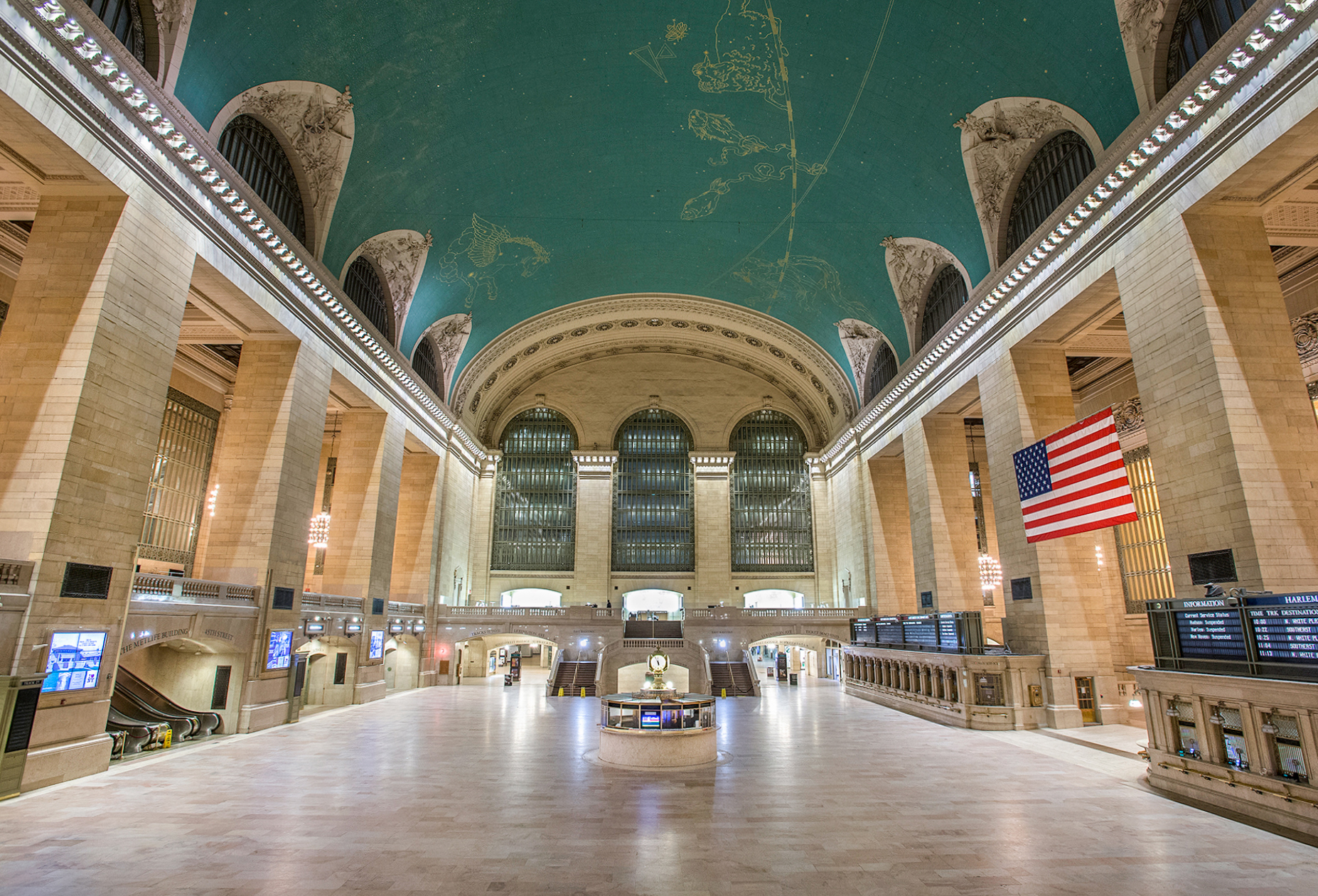
Hall de la Grand Central Station de Nueva York
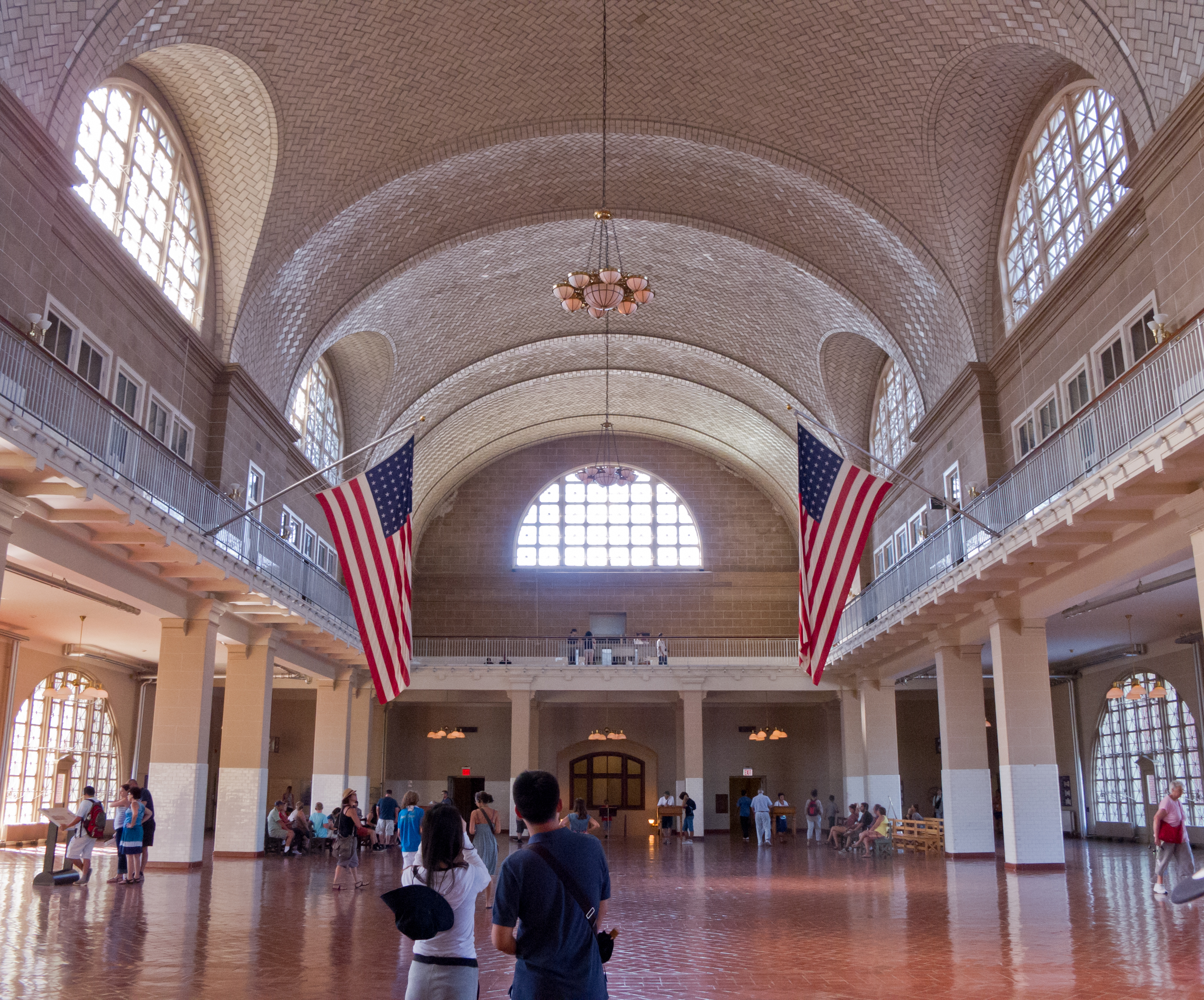
Great Hall de Ellis Island
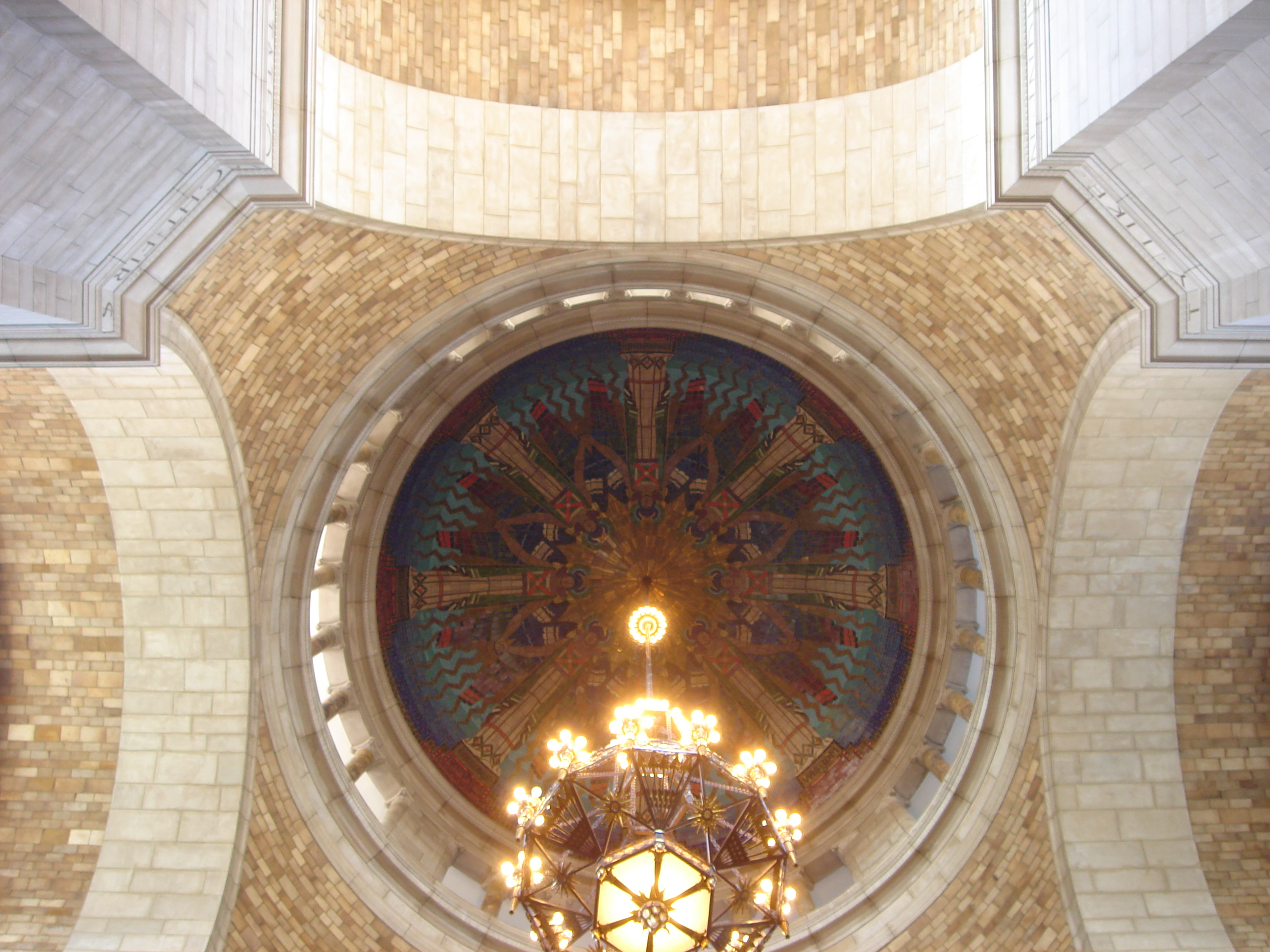
Cúpula del Capitolio de Nebraska